# Луань-няо

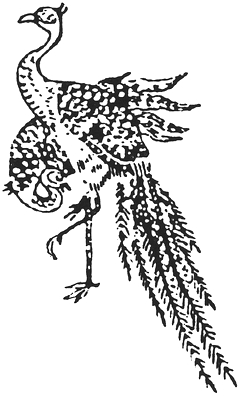
Птица Луань, иллюстрация из «Вакан сансай-дзуэ», 1712 год

Луань-няо (кит. трад. 鸞鳥, упр. 鸾鸟, пиньинь luán niǎo) — чудесная птица в древнекитайской мифологии, чьё появление было возможно лишь в мирные времена. В древнем Китае декоративно-ритуальные изображения луань-няо помещались на знамя правителя, также ими расписывали его колесницу.

## Описание
Внешний вид луань-няо напоминал петуха, цвет перьев и описание голоса в разных источниках разнятся, по одной версии — птица имеет красные перья, с разноцветным переходом, и способна издать любой звук, существующий на свете; по другой версии — перья луань-няо окрашены в преимущественно сине-зелёный цвет, а её пение подобно бренчанию колокольчика. Кроме того встречается описание со змеями, свисающими с щитоносной головы, с груди и лапок.
В поэме «Юань ю» («Далекое странствие»), содержащейся в книге «Чу цы» («Чуские строфы») луань-няо представлена в качестве посланницы, направленной к богине Фу-фэй (Ло-шэнь), которая прославилась своей красотою.

## Луань-няо и фэн-хуан
Луань-няо в некоторых древних книгах описывалась как самка фэн-хуана (китайского феникса), их верные и гармоничные супружеские отношения считались идеалом и символизировали счастливую чету, а также людей, достигших совершенства в каком-либо деле и, собственно, сами шедевры, сотворённые человеком. Эта неразлучная птичья пара проживала на священной горе Куньлунь вблизи от дворца Жёлтого императора Хуан-ди, порхая между деревьями, дающими бессмертие (бу-сы-шу), с ветвей которых свешивались плоды, подобные самоцветам (фу-чан-шу, лан-гань-шу). Птенец луань-няо назывался луань-чжо (鸞鷟). Другим словом, где встречается иероглиф «чжо» (鷟), является «юэ-чжо» (鸑鷟), термин, которым именовали пурпурного феникса или крупную утиноподобную птицу.